# Hippopotamus gorgops
El Hippopotamus gorgops ("Caballo de río de ojos parecidos a los de Gorgona") es una especie extinta de hipopótamo. Apareció por primera vez en África durante el Mioceno tardío, y finalmente emigró a Europa durante el Plioceno temprano (En Europa se descubrieron sus primeros fósiles). Se extinguió antes de la Edad de Hielo durante el gran evento de extinción del Cuaternario tardío que acabó con 21 de los 37 géneros de megafauna europea.

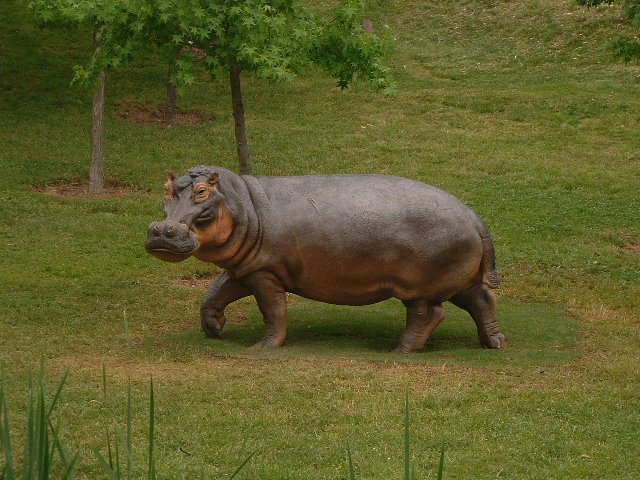
Modelo.

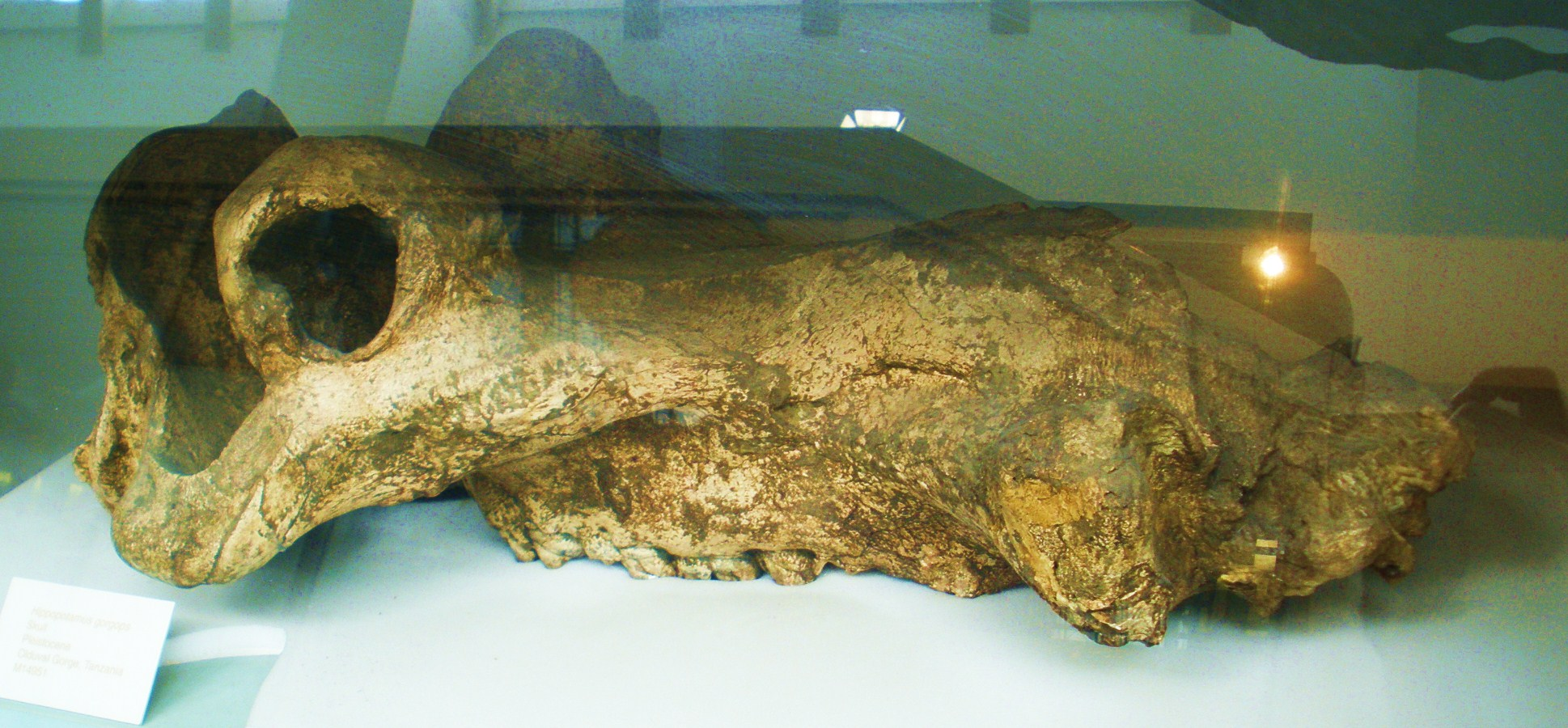
Cráneo.

Con una longitud de 4,3 metros, una altura de 2,1 metros y con un peso de 3.900 kilogramos el H. gorgops era mucho más grande que su pariente vivo, el H. amphibius o hipopótamo moderno. Otra característica establecida que lo diferencia del H. amphibius eran sus ojos. Los hipopótamos modernos desarrollaron sus ojos en lo alto de la cabeza, pero el H. gorgops poseía órbitas de extrusión por encima de su cráneo, lo que permitía con facilidad a la criatura ver su entorno con mayor ángulo, mientras que su visibilidad bajo el agua era prácticamente total.